# Categorische perceptie
Categorische perceptie is het verschijnsel dat spraakklanken niet als uniek akoestisch signaal worden waargenomen, maar door de hersenen in een bepaalde categorie worden ingedeeld. Het is essentieel bij het verstaan van spraak, omdat de spreker in staat moet zijn om een lange reeks klanken als een en hetzelfde foneem te interpreteren.
Een voorbeeld: wanneer twintig sprekers allemaal twintig keer het woord schaap uitspreken, is met spraakherkenning vast te stellen dat de vierhonderd uitgesproken [a:]-klanken allemaal verschillend zijn. Toch is elke spreker van het Nederlands in staat om elk van die vierhonderd klanken als /a:/ te herkennen, ook wanneer hij de betreffende spreker nog nooit eerder heeft gehoord.
Categorische perceptie is een algemeen menselijk verschijnsel, maar de verdeling van klanken over de categorieën is per taal verschillend. Zo zullen veel sprekers van het Nederlands geen verschil horen tussen de Friese woorden holle voor hol en holle voor hoofd, of tussen de Engelse woorden bad en bed, terwijl deze voor moedertaalsprekers van die taal duidelijk verschillend zijn. De Nederlandstalige schaart ze onder een enkele categorie, de moedertaalsprekers onderscheiden er twee. Door hetzelfde principe is het voor sprekers van het Tsjechisch en het Frans moeilijk om verschil te horen tussen de tweeklanken in de Nederlandse woorden huis en paus.
Klanken die als varianten van een en hetzelfde foneem worden beschouwd, dus geen verschil in betekenis weergeven, noemen we allofonen. Er kan daarentegen door fonemische neutralisatie verwarring ontstaan.